# Пивнична-Здруй
Пивнична-Здруй (пол. Piwniczna-Zdrój, укр. Північна-Здруй) — город  в Польше, входит в Малопольское воеводство, Новосонченский повят. Занимает площадь 38,3 км². Население — 5999 человек (на 2011 год). 
Город входит в состав городско-сельской гмины Пивнична-Здруй и исполняет функцию её административного центра.

## Название
До 6 февраля 1998 года город назывался Пивнична (польск. Piwniczna, укр. Північна). 

## История
В 1348 году польский король Казимир III издал рескрипт об основании города Пивнична на месте с названием «Подвальная шея» (польск. Piwniczna Szyja, Пивнична шея). Город находился на торговом пути к Венгрии. После первого раздела с 1772 года в составе Габсбургской империи (в Королевстве Галиции и Лодомерии). В 1931 году на территории города открыли лечебные минеральные воды и начали строительство бальнеотерапевтического курорта. Благодаря тому, что город находится в горном районе, здесь также возник горнолыжный курорт.

## Фотографии

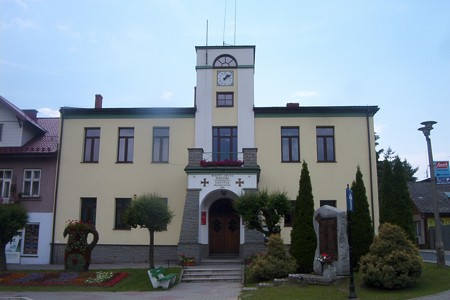
Ратуша
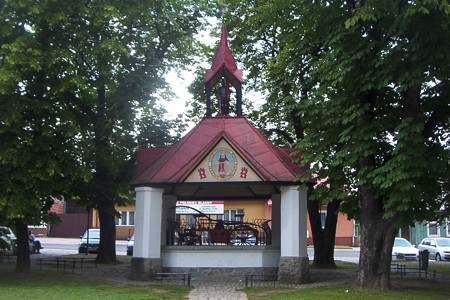
Колодец
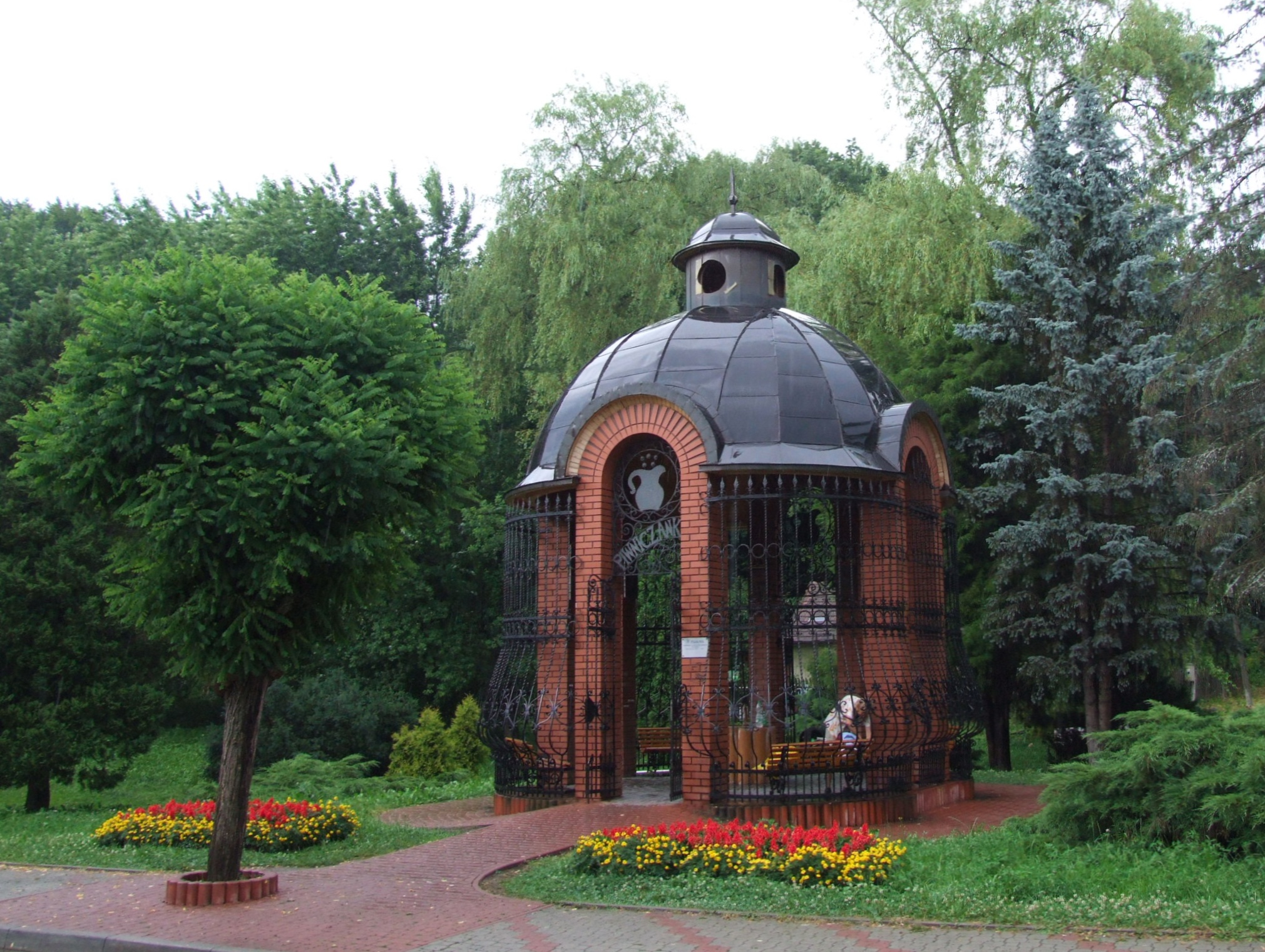
Павильон минеральных вод
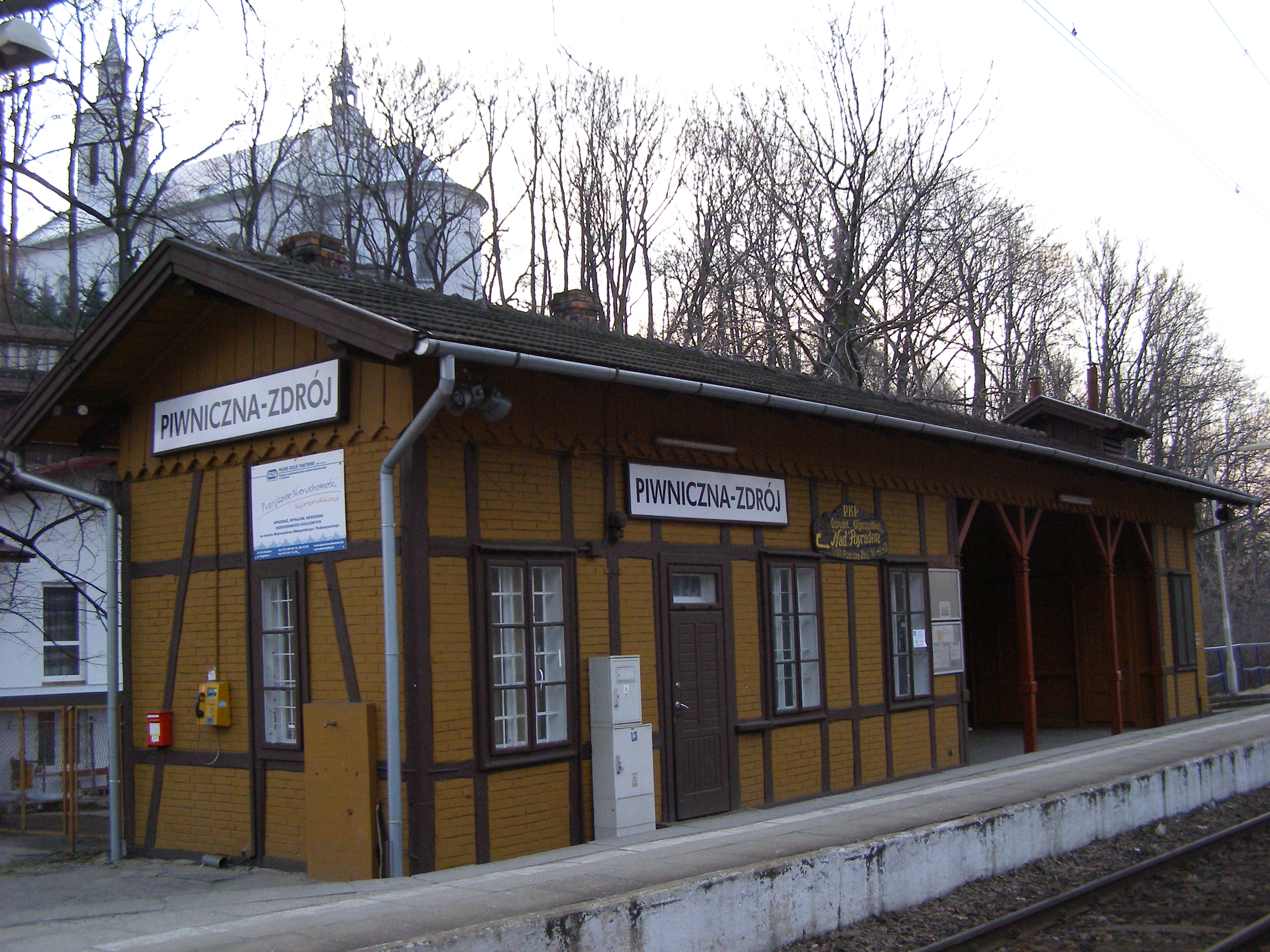
Железнодорожный остановочный пункт
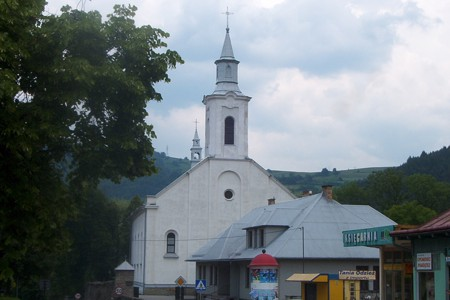
Костёл
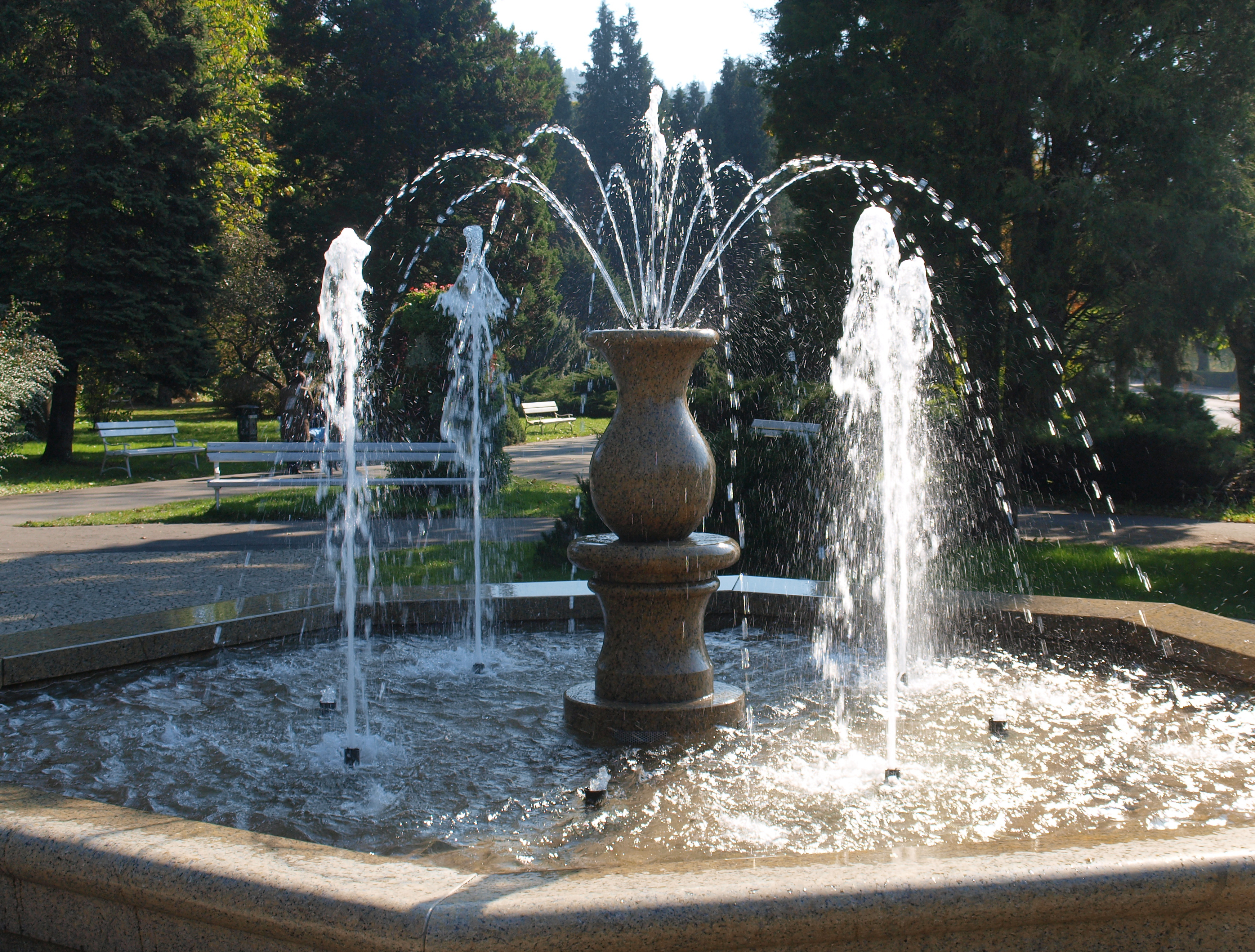
Курортный парк